# 奧羅納環礁

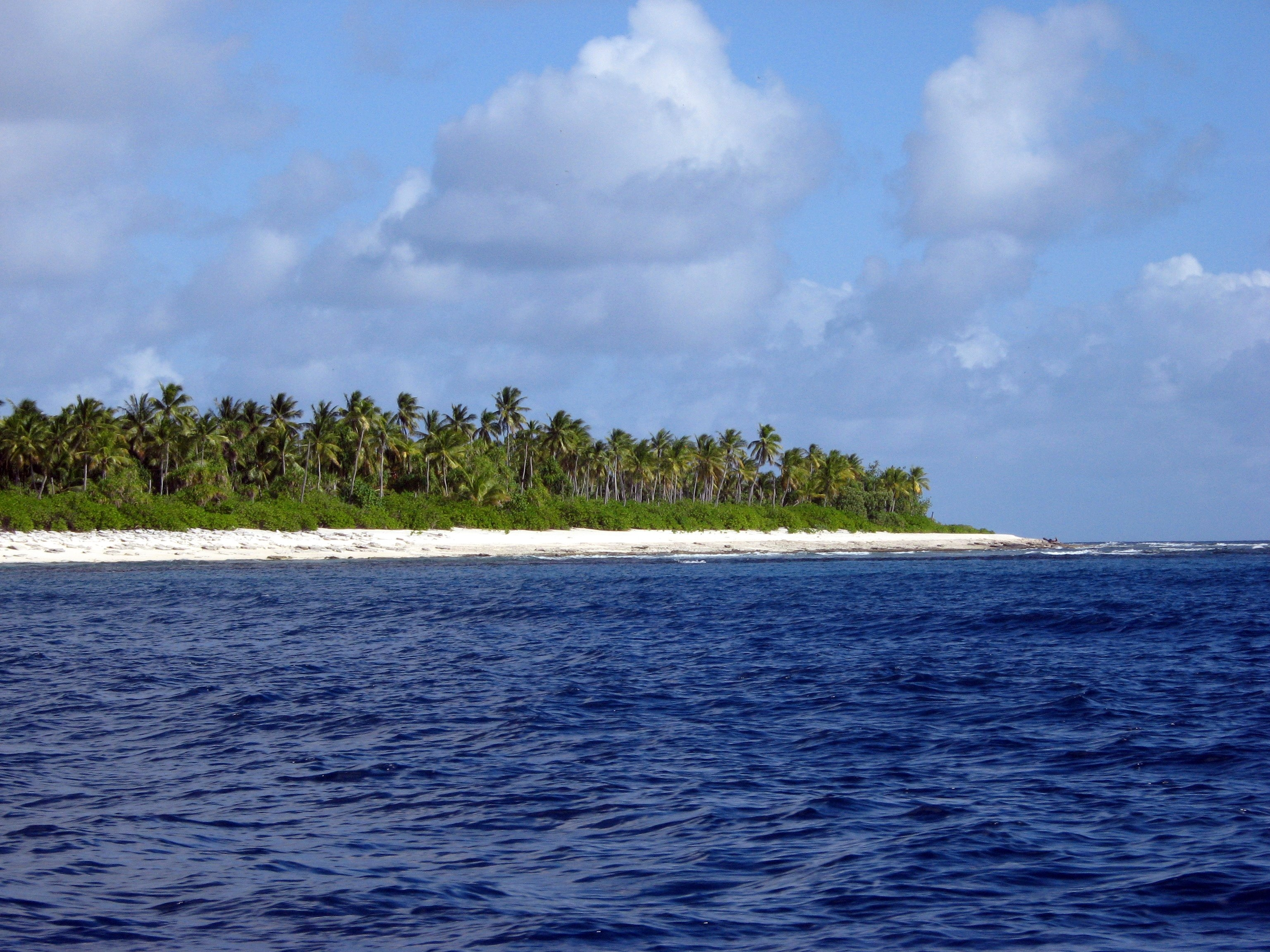

奧羅納環礁（英語：Orona Atoll），又名赫尔岛（英語：Hull Island），是太平洋島國基里巴斯的環礁，屬於鳳凰群島的一部分，距離曼拉島96公里，長8.8公里、寬4公里，土地面積3.9平方公里，潟湖面積25平方公里。

## 外部連結
- Oceandots article with satellite photo
- Jane Resture page, with links to 1967 photos （页面存档备份，存于）
- US-Kiribati Treaty of Friendship（页面存档备份，存于）

4°30′S 172°10′W / 4.500°S 172.167°W